# Irakli Bagration-Mukhrani
Irakli Bagration-Mukhraneli (in georgiano ირაკლი ბაგრატიონ-მუხრანელი?; Tbilisi, 21 marzo 1909 – Madrid, 30 ottobre 1977) è stato un principe georgiano del ramo Mukhrani dell'ex dinastia reale dei Bagrationi.

## Biografia
Nacque a Tbilisi in Georgia (allora parte dell'Impero russo), dal Principe Georgi Bagration di Mukhrani (1884–1957) e da sua moglie Helena Sigismundovna, nata Nowina Złotnicka. Nel 1921 l'invasione dell'Armata Rossa della Georgia obbligò la famiglia a lasciare la Georgia. Educato in Germania, il Principe Irakli si trasferì poi in Italia negli anni '30. Sposò (per prima) e divorziò da Maria Belaiev. Sposò (per seconda) Maria Antonietta Pasquini dei Conti di Costafiorita (1911-1944) nel 1940. In seguito alla sua morte nel 1944, Irakli con il figlio piccolo Giorgi andò in Spagna, divenendone un cittadino e sposando nel 1946 l'Infanta Doña Maria de las Mercedes di Baviera (1911–1953), la cui madre era sorella di Alfonso XIII, nel 1946 nel Castello di San Sebastian. Morì nel 1953, dopo aver dato al principe due figli: Mariam (nata nel 1947) e Bagrat (1949-2017) quindi, il Principe Irakli si sposò per la quarta volta con (Doña María del Pilar Pascual y Roig (m. 1994), Marquesa de Carsani, nel 1961.
Il Principe Irakli svolse un importante ruolo tra gli emigrati georgiani all'estero e, da attivo monarchico, condusse una ferma opposizione al governo sovietico in Georgia. Nel 1939 ripristinò l'Ordine dell'Aquila di Georgia e della Tunica di Nostro Signore Gesù Cristo e sostenne la nascita della Unione dei Tradizionalisti Georgiani, movimento teso a lottare per restaurare la sovranità piena del paese e a ristabilire una monarchia costituzionale per la futura ed indipendente Georgia. In seguito alla morte del padre nel 1957, il Principe Irakli gli succede come Capo del Casato Principesco di Mukhrani e si dichiarò Capo della Casata Reale di Georgia, assumendo il trattamento di Altezza Reale. Morì a Madrid nel 1977. I suoi resti nel 1994 vennero traslati per essere sepolti con tutti gli onori nella Cattedrale di Svetitskhoveli presso Mtskheta, il più importante luogo di culto della Georgia.

## Ascendenza
|                                     |                            |                                            | Genitori                                 |  |  | Nonni |  |  | Bisnonni                  |  |  | Trisnonni                        |  |
|                                     |                            |                                            |                                          |  |  |       |  |  | Irakli Bagration-Mukhrani |  |  | Costantino VI Bagration-Mukhrani |  |
|                                     |                            |                                            |                                          |  |  |       |  |  | Irakli Bagration-Mukhrani |  |  | Costantino VI Bagration-Mukhrani |  |
|                                     |                            | Maria-Charoschan Zedginidze-Gouramischvili |                                          |  |  |       |  |  | Irakli Bagration-Mukhrani |  |  |                                  |  |
| Aleksandr Bagration-Mukhrani        |                            |                                            |                                          |  |  |       |  |  | Irakli Bagration-Mukhrani |  |  |                                  |  |
|                                     |                            | Katharina Ivanovna Argutinsky-Dolgorukov   | Ivan Argutinsky-Dolgorukov               |  |  |       |  |  |                           |  |  |                                  |  |
|                                     |                            | Katharina Ivanovna Argutinsky-Dolgorukov   | Ivan Argutinsky-Dolgorukov               |  |  |       |  |  |                           |  |  |                                  |  |
|                                     |                            | Katharina Ivanovna Argutinsky-Dolgorukov   | Nina Tumanishvili                        |  |  |       |  |  |                           |  |  |                                  |  |
| Georgi Bagration-Mukhrani           |                            | Katharina Ivanovna Argutinsky-Dolgorukov   |                                          |  |  |       |  |  |                           |  |  |                                  |  |
|                                     |                            | Dmitri Zakharovitch Golovachev             | Zakhar Alexeievich Golovachev            |  |  |       |  |  |                           |  |  |                                  |  |
|                                     |                            | Dmitri Zakharovitch Golovachev             | Zakhar Alexeievich Golovachev            |  |  |       |  |  |                           |  |  |                                  |  |
|                                     |                            | Dmitri Zakharovitch Golovachev             | Varvara Alexandrovna Ivina               |  |  |       |  |  |                           |  |  |                                  |  |
| Maria Dmitrievna Golovacheva        |                            | Dmitri Zakharovitch Golovachev             |                                          |  |  |       |  |  |                           |  |  |                                  |  |
|                                     |                            | Leonida Igorevna von Hessen                | Egor von Hessen                          |  |  |       |  |  |                           |  |  |                                  |  |
|                                     |                            | Leonida Igorevna von Hessen                | Egor von Hessen                          |  |  |       |  |  |                           |  |  |                                  |  |
|                                     |                            | Leonida Igorevna von Hessen                | Elisaveta Reingoldovna van Scheltinga    |  |  |       |  |  |                           |  |  |                                  |  |
| Irakli Bagration-Mukhrani           |                            | Leonida Igorevna von Hessen                |                                          |  |  |       |  |  |                           |  |  |                                  |  |
|                                     | Dymitr Złotnicki h. Nowina | Antoni Polikarp Złotnicki h. Nowina        |                                          |  |  |       |  |  |                           |  |  |                                  |  |
|                                     | Dymitr Złotnicki h. Nowina | Antoni Polikarp Złotnicki h. Nowina        |                                          |  |  |       |  |  |                           |  |  |                                  |  |
|                                     | Dymitr Złotnicki h. Nowina | Elisaveta Dimitrievna Norova               |                                          |  |  |       |  |  |                           |  |  |                                  |  |
| Zygmund Czesław Złotnicki h. Nowina | Dymitr Złotnicki h. Nowina |                                            |                                          |  |  |       |  |  |                           |  |  |                                  |  |
|                                     |                            | Celestyna Trzeciak h. Sas                  | Celestin Melchiorovich Treciak h. Sas    |  |  |       |  |  |                           |  |  |                                  |  |
|                                     |                            | Celestyna Trzeciak h. Sas                  | Celestin Melchiorovich Treciak h. Sas    |  |  |       |  |  |                           |  |  |                                  |  |
|                                     |                            | Celestyna Trzeciak h. Sas                  | Elżbieta Bejnarowicz h. Nowina           |  |  |       |  |  |                           |  |  |                                  |  |
| Helena Złotnicka h. Nowina          |                            | Celestyna Trzeciak h. Sas                  |                                          |  |  |       |  |  |                           |  |  |                                  |  |
|                                     |                            | Elisabar Eristavi-Ksani                    | Schansche Davidovich Eristavi-Ksani      |  |  |       |  |  |                           |  |  |                                  |  |
|                                     |                            | Elisabar Eristavi-Ksani                    | Schansche Davidovich Eristavi-Ksani      |  |  |       |  |  |                           |  |  |                                  |  |
|                                     |                            | Elisabar Eristavi-Ksani                    | Helena Ivanovna Djambakouriane-Orbeliani |  |  |       |  |  |                           |  |  |                                  |  |
| Maria Elisabarowna Eristavi-Ksani   |                            | Elisabar Eristavi-Ksani                    |                                          |  |  |       |  |  |                           |  |  |                                  |  |
|                                     |                            | Kethevan Eristavi-Ksani                    | Shalva Revazovich Eristavi-Ksani         |  |  |       |  |  |                           |  |  |                                  |  |
|                                     |                            | Kethevan Eristavi-Ksani                    | Shalva Revazovich Eristavi-Ksani         |  |  |       |  |  |                           |  |  |                                  |  |
|                                     |                            | Kethevan Eristavi-Ksani                    | Ekaterina Aslanovna Orbeliani            |  |  |       |  |  |                           |  |  |                                  |  |
|                                     |                            | Kethevan Eristavi-Ksani                    |                                          |  |  |       |  |  |                           |  |  |                                  |  |